# Knooppunt Avedøre
Knooppunt Avedøre (Deens: Motorvejskryds Avedøre) is een knooppunt in de Deense hoofdstad Kopenhagen tussen de Amagermotorvejen richting Malmö, de Køge Bugt Motorvejen richting Køge en de Motorring 3, een ringweg van Kopenhagen. Het knooppunt is genoemd naar het dorp Avedøre, dat in de buurt van het knooppunt ligt.
| Aansluitende wegen | Aansluitende wegen | Aansluitende wegen | Aansluitende wegen | Aansluitende wegen |
| ------------------ | ------------------ | ------------------ | ------------------ | ------------------ |
|                    |                    | richting Helsingør |                    |                    |
|                    |                    |                    |                    |                    |
| richting Køge      |                    |                    |                    |                    |
|                    |                    |                    |                    |                    |
|                    |                    |                    |                    | richting Malmö     |

Aalborg Centrum · Aalborg Nord · Aalborg Syd · Århus Nord · Århus Syd · Århus Vest · Avedøre · Ballerup · Brøndby · Fredericia · Gladsaxe · Herning · Herning Syd · Ishøj · Kliplev · Køge Vest · Kolding · Kolding Vest · Kongens Lyngby · Nørresundby Centrum · Odense · Rødovre · Skærup · Taastrup · Vallensbæk · Vendsyssel